# Rolladen-Schneider LS4
Dimensions
Le Rolladen-Schneider LS4 est un planeur monoplace de classe standard fabriqué par Rolladen-Schneider Flugzeugbau GmbH entre 1980 et 2003.

## Développement
Le LS4 est le successeur du LS1 dans la classe FAI Standard, il effectua son premier vol en 1980.
Il est le troisième planeur non militaire le plus produit (après le Schneider Grunau Baby et le Blaník) : un total de 1048 exemplaires a été construit par Rolladen-Schneider jusqu'à la faillite en 2003.
C'est une longue production, seulement comparable à celle du Schempp-Hirth Discus. 
Le LS4 gagna les deux premières places du championnat du monde 1981 à Paderborn en Allemagne de l'Ouest et les six premières places du championnat du monde 1983 à Hobbs, Nouveau Mexique.
Ce planeur reste l'un des favoris dans les compétitions de la classe Club et dans le vol à voile de loisir.
Il a confirmé la réputation de Rolladen-Schneider à concevoir des planeurs bien finis, à la fois faciles à piloter et compétitifs. Il est suffisamment docile pour les débutants et à peine moins performant que les planeurs de l'actuelle classe Standard. Compte tenu de l'intérêt continu pour ce modèle, le LS4 peut être reproduit par le fabricant slovène AMS-Flight.
Le LS4 a été remplacé par le LS7.

## Conception
La conception du LS4 a été influencée par l'expérience acquise avec les LS2 et LS3, planeurs dotés de volets de courbure. 
Wolf Lemke reprit la forme de l'aile double-trapèzes, ce qui augmenta la surface alaire par rapport aux LS1 et LS2, et agrandit les surfaces de contrôle : les ailerons ont été étirés le long de l'aile et l'empennage a été augmenté.
La dérive et la profondeur ont été une reprise du LS3. 
Caractéristiques notables:
- Crochet de treuillage qui s'escamote avec le train d'atterrissage.
- Frein de roue commandé avec les pieds.
- Aérofreins d'extrados
- Réservoir d'eau souple dans la voilure

## Structure
La structure est entièrement constituée de mousse synthétique entourée de matériaux composites. Le revêtement extérieur, comme la plupart des planeurs composites, est fabriqué en Gelcoat qui protège le composite de l'humidité et des UV et est suffisamment épais pour permettre le respect du profil aérodynamique. 

## Variantes
- LS4-a, sorti courant 1983, présente une plus grande capacité de 30 litres d'eau. Le système d'amortissement du train d'atterrissage a été renforcé pour supporter la hausse de poids. La masse maximale au décollage augmente en conséquence (525 kg au lieu de 472). La VNE est portée de 270 à 280 km/h, la vitesse de manœuvre passe de 180 à 190 km/h.

- LS4-b a un fuselage modifié avec une hauteur de dérive augmentée de 0,11 m et un fuselage raccourci de 0,13 m. Le fuselage est fabriqué en carbone, les commandes sont à branchement automatique, le tableau de bord est désormais rattaché à la verrière et un ballast de queue de 5 litres est disponible en option.

## Photos

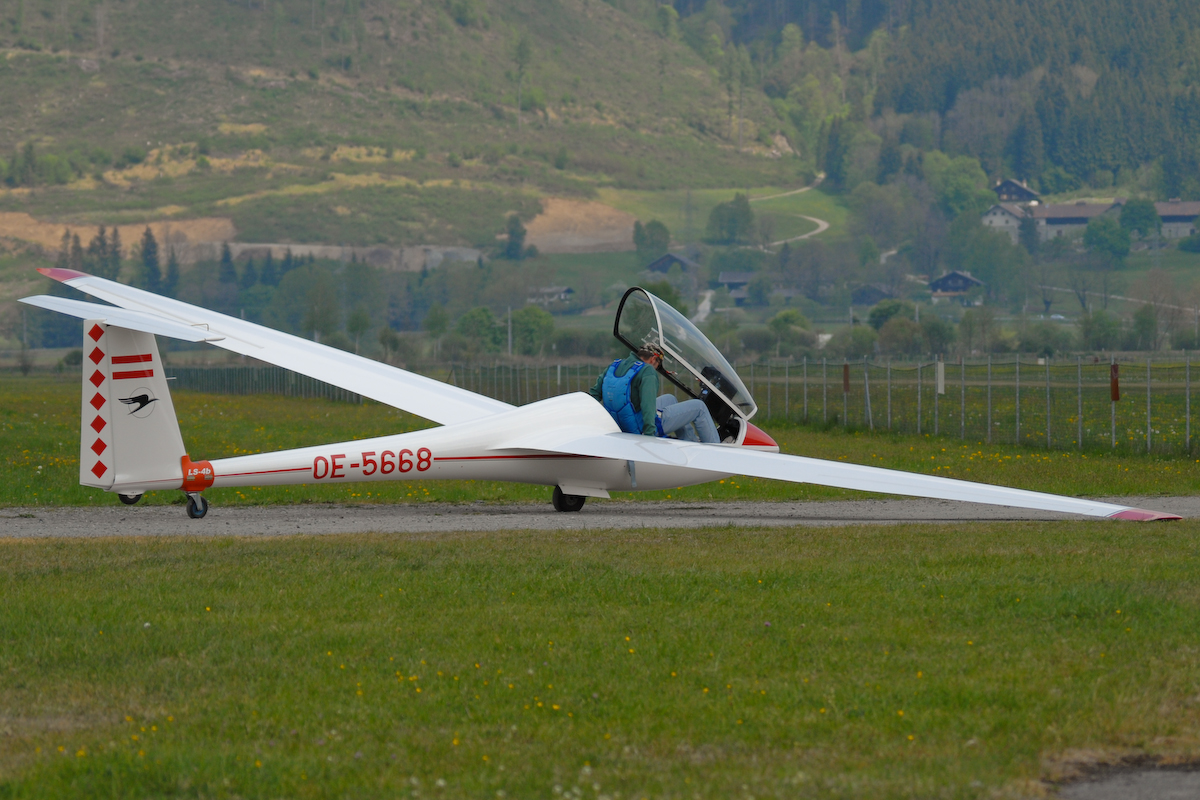
Rolladen Schneider LS4B
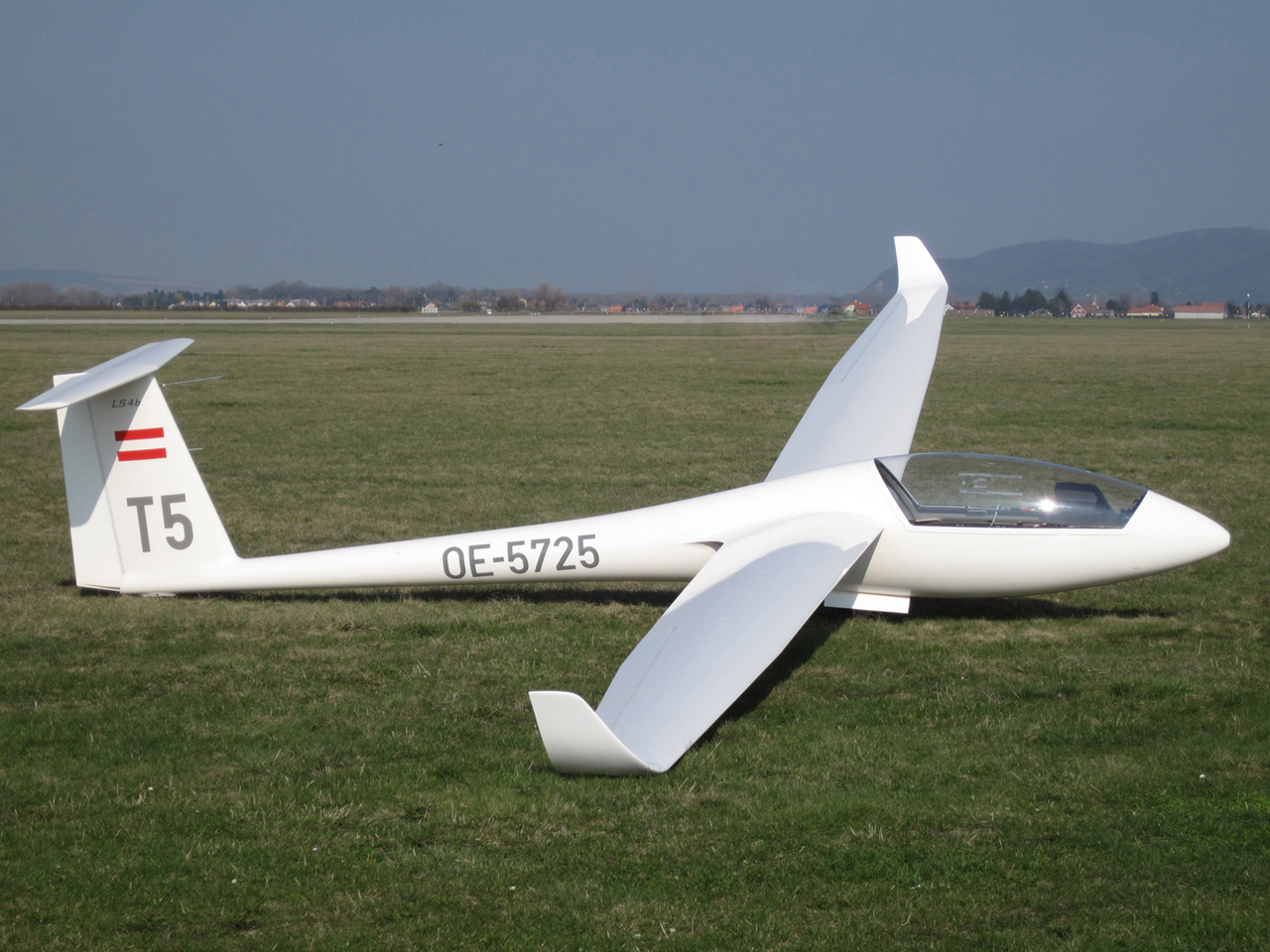
LS4-b avec extensions Piontkowski